# Pahora montana
Pahora montana är en spindelart som beskrevs av Forster 1990. Pahora montana ingår i släktet Pahora och familjen Synotaxidae. Inga underarter finns listade i Catalogue of Life.